# Луций Мецилий (трибун 416 пр.н.е.)
Луций Мецилий или С. Мецилий (S) Lucius Maecilius) е политик на Римската република през края на 5 век пр.н.е.
Произлиза от фамилията Мецилии. Вероятно е внук на Луций Мецилий (народен трибун 470 пр.н.е.).
През 416 пр.н.е. Мецилий е народен трибун с колега Марк Метилий. През тази година консулски военни трибуни са Марк Папирий Мугилан, Спурий Навций Рутил, Авъл Семпроний Атрацин (III) и Квинт Фабий Вибулан Амбуст.